# Natalie Dessay
Natalie Dessay, właściwie Nathalie Dessaix (ur. 19 kwietnia 1965 w Lyonie) – francuska śpiewaczka, sopran liryczno-koloraturowy.
Odkryła swój talent wokalny podczas pobierania lekcji aktorstwa. Naukę śpiewu rozpoczęła w Conservatoire national de région de Bordeaux, a później zaangażowano ją do chóru w Tuluzie. Podczas konkursu Les Voix Nouvelles, organizowanego przez France Télécom, otrzymała pierwszą nagrodę (Premier Prix de Concours) po czym przez rok uczyła się Ecole d'Art Lyrique przy Operze Paryskiej, gdzie później zaśpiewała Elizę w Il rè pastore Mozarta. Zdobyła także pierwszą nagrodę w Międzynarodowym Konkursie Mozartowskim w wiedeńskiej Staatsoper.

## Kariera
W kwietniu i maju 1992 roku śpiewała rolę Olimpii w Opowieściach Hoffmanna Offenbacha z José van Damem w reżyserii Romana Polańskiego. Odniosła w tej roli wielki sukces i od wielu lat powraca z tą rolą do Opery Paryskiej.
Występowała także w zespole Opery Wiedeńskiej jako Blonda w Uprowadzeniu z seraju W.A. Mozarta. W grudniu 1993, poproszono ją o zastąpienie Cheryl Studer w „Opowieściach Hoffmanna” w Operze Wiedeńskiej. Jej Olympia otrzymała entuzjastyczne recenzje w prasie także od Plácido Domingo.
W październiku 1994 zadebiutowała w Metropolitan Opera rolą Fiakermilli w Arabelli Straussa. Powróciła tam we wrześniu 1997 jako Zerbinetta i w lutym 1998 jako Olympia.
Na festiwalu w Aix-en-Provence po raz pierwszy wykonała partię Królowej Nocy w „Czarodziejskim flecie” Mozarta. W 2015 została odznaczona komandorią Orderu Sztuki i Literatury, a w 2021 Krzyżem Oficerskim Legii Honorowej.

## Nagrania
- DVD: „The Miracle of the Voice – Greatest Moments on Stage”.

- La Sonnambula (Bellini)
- Die Zauberflote (Mozart)
- Lucie de Lammermoor (Donizetti)
- Orphée aux Enfers (Offenbach)
- Les Contes d'Hoffman (Offenbach)
- Msza c-moll (Mozart)
- Lakme (Delibes)
- Mitridate (Mozart)
- Alcina (Handel)
- L'Orfeo (Monteverdi)
- Manon (Massenet)